# Lithostygnus cuneiceps
Lithostygnus cuneiceps is een keversoort uit de familie schimmelkevers (Latridiidae). De wetenschappelijke naam van de soort werd in 1914 gepubliceerd door Thomas Broun.